# Hunt Brothers Pizza
A Hunt Brothers Pizza é uma rede de pizzarias com sede em Nashville, Tennessee, Estados Unidos, foi fundada em 1990, tendo origens em 1962 com a Pepe's Pizza. Está presente principalmente em lojas de conveniência, em mais de 7.300 locais nos Estados Unidos e em bases militares. A empresa também tem uma longa tradição em patrocínio de esportes como a bridgestone Arena do Nashville Predators e carros da NASCAR.